# Палићке винске свечаности
Палићке винске свечаности је манифестација настала као прослава Светог Урбана, заштитника виноградара и виногра. Сваке године се одржава на Великој тераси у центру Палића.Циљ фестивала јесте промоција локалних винарија и  очување традиције вина војвођанских крајева. Манифестација се традиционално организује сваке године треће суботе у Мају, док у Винским свечаностима учествује преко 50 винских излагача са простора Суботичко-хоргошке пешчаре.

## Програм
Током Палићких винских свечаности посетиоци су у могућности да дегустирају различита вина, али и да уживају у разноликом пратећем програму у виду различитих штандова са рукотворинама, сувенирима као и разноврсни музички пропратни програм. Целом догађају доприноси и разноврсан дечији програм у виду дечијих представа и едукативно-забавних радионица за децу. 